# Hemeromyia longirostris
Hemeromyia longirostris är en tvåvingeart som beskrevs av Miguel Carles-Tolrá 1992.
Hemeromyia longirostris ingår i släktet Hemeromyia och familjen kadaverflugor. Inga underarter finns listade i Catalogue of Life.